# Odynerus synagroides
Odynerus synagroides är en stekelart som först beskrevs av Henri Saussure.  Odynerus synagroides ingår i släktet lergetingar, och familjen Eumenidae.

## Underarter
Arten delas in i följande underarter:
- O. s. alpha
- O. s. fallax
- O. s. beta
- O. s. gamma
- O. s. argenteopilosellus
- O. s. auromaculatus